# Mary Kate Schellhardt
Mary Kate Schellhardt (Chicago, 1 de noviembre de 1978) es una actriz estadounidense, reconocida por su papel de Ellen en What's Eating Gilbert Grape (1993), y por su participación en la película de Ron Howard Apollo 13 (1995).

## Filmografía

### Cine
| Año  | Título                              | Papel                       | Notas |
| ---- | ----------------------------------- | --------------------------- | ----- |
| 1993 | What's Eating Gilbert Grape         | Ellen Grape                 |       |
| 1995 | Apollo 13                           | Barbara Lovell              |       |
| 1995 | Free Willy 2: The Adventure Home    | Nadine                      |       |
| 1999 | Out of Courage 2: Out for Vengeance | Gretchen Wilson             | Corto |
| 2007 | Mr. Blue Sky                        | Bonnie Tailor               |       |
| 2008 | Jack Rio                            | Jamie McNeil / Jill Madison |       |
| 2009 | Not Twilight                        | Bella                       | Corto |
| 2010 | Infection: The Invasion Begins      | Reportera                   |       |
| 2016 | Saturday Scout Club                 | MK                          |       |

### Televisión
| Año  | Título                    | Papel           | Notas                      |
| ---- | ------------------------- | --------------- | -------------------------- |
| 1994 | The Untouchables          | Sally           | "Legacy"                   |
| 1995 | The Great Mon Swap        | Terry Venessi   | Telefilme                  |
| 2000 | Chicken Soup for the Soul | Katelin         | 1 episodio                 |
| 2006 | Scrubs                    | Carol           | "My Extra Mile"            |
| 2006 | Windfall                  | Julia           | "Urgent Care", "Priceless" |
| 2007 | House                     |                 | "97 Seconds"               |
| 2008 | Small Town News           | Reggie Blaylock | Telefilme                  |
| 2009 | Private Practice          | Laurie          | "Acceptance"               |
| 2012 | Ben and Kate              |                 | "The Trip"                 |
| 2016 | New Girl                  | Betsy           | "Landing Gear"             |